# ヴィルヘルム1世 (ベルク公)
ヴィルヘルム1世（Wilhelm I., 1348年ごろ - 1408年6月24日）は、ベルク伯（2世、在位：1360年 - 1380年）、ラーヴェンスベルク伯（1世、在位：1360年 - 1408年）およびベルク公（1世、在位：1380年 - 1408年）。

## 生涯

### 家族
ヴィルヘルムはベルク伯・ラーヴェンスベルク伯ゲルハルトとマルガレーテ・フォン・ラーヴェンスベルク＝ベルクの唯一の息子である。1360年に後にプファルツ選帝侯となるループレヒト2世とベアトリーチェ・ディ・シチリアの娘アンナと結婚した。

### 統治
1360年5月18日のシュライデン近郊の戦いで父ゲルハルトがアルノルト・フォン・ブランケンハイムから致命傷を負い死去した後、ヴィルヘルムの母マルガレーテが最初に後見を引き継ぎ、その間、母子はヴィルヘルムが成人するまで一緒に統治をおこなった。ヴィルヘルムらは、アルノルト・フォン・ブランケンハイムとその支持者との不和のために支払わなければならなかった借金と身代金を、カイザースヴェアトのライン川通行料、ミュルハイマーの通行料およびベルク伯領の収益から支払った。
1360年、アンナ・フォン・デア・プファルツとの結婚で多額の持参金が彼にもたらされ、またベルク伯領からの収入が増加したため、ヴィルヘルムはすぐにアッガー川とジーク川沿いにいくつかの教区を取得した。また、ブランケンベルクの支配権も手に入れた。このために58,000ギルダーが必要となり、ヴィルヘルムは1368年にハルデンベルグ領を担保とし、また1368年にカイザースヴェアトのライン川通行料を手放して義父ループレヒト2世に譲った。
ヴィルヘルムの治世は、ルクセンブルク家と皇帝カール4世が、皇帝の異母弟ヴェンツェル1世のために、ブラバント公領周辺に勢力範囲を形成しようとしていた時期のことであった。1371年、ヴェンツェルはヴィルヘルムの叔父であるユーリヒ公ヴィルヘルム2世に対して行動を起こし、ユーリヒ公領内でブラバント商人が強盗に襲われた後、公領領に侵攻した。ベスヴァイラーの戦いにおいてヴェンツェルはユーリヒ公に捕らえられ、ユーリヒ公は身代金を要求したが、交渉の結果、代わりにゲルデルン公領を手に入れた。1377年、皇帝はデュッセルドルフ市でライン川の通行料を徴収する特権をヴィルヘルムに与えた。カール4世の息子で後継者のヴェンツェルもヴィルヘルムを厚遇し、ベルク伯領を公領に昇格させた。1380年5月24日にアーヘンの帝国議会において、ヴェンツェルはヴィルヘルムに公爵の称号を授け帝国諸侯とした。こうして、ユーリヒ公やゲルデルン公とともにヴェンツェルと同盟関係を結んだ。
1386年以降、ヴィルヘルムはデュッセルドルフの新しい邸宅に引っ越した。これにより、デュッセルドルフは首都として発展していくこととなる。ヴィルヘルムはライン川沿いにデュッセルドルフ城を築いた。デュッセルドルフにある聖ランベルトゥス教会は以前は小さな教区教会であったが、ホール式教会に拡大され、領地と聖遺物が与えられた。デュッセルドルフの町も拡大し続けた。

### 戦争
ヴィルヘルムはマルク伯領とクレーフェ伯領に対して戦争を繰り広げ、両国の統一を阻止したが、1397年6月7日のクレヴァーハムの戦いでヴィルヘルムは捕らえられ、ヴィルヘルムは自分の領土の大部分を担保としなければならなかった。息子のアドルフ、ゲルハルトおよびヴィルヘルムは、これを自分たちの相続に対する脅威と見なし、父親に反乱を起こした。アドルフは1403年11月28日にモンハイムの近くで父親を最終的に攻撃し、1404年8月まで父親を投獄した。1404年8月24日、ヴィルヘルムはブルク城から解放され、1405年7月2日、義弟であるローマ王ループレヒトの助けを借りて自ら主張することができるようになった。しかしながら、ヴィルヘルムは息子アドルフにベルクの大部分の支配を任せた。1795年まで続いたユーリヒ＝ベルクの同君連合は、1423年にアドルフの統治下で始まった。

### 埋葬
ヴィルヘルムは1408年にデュッセルドルフで死去した。埋葬された場所は不明であるが、墓石がアルテンブルク大聖堂にあるため、同修道院に埋葬されたと考えられている。

## 子女
プファルツ選帝侯ループレヒト2世の娘アンナとの間に以下の子女をもうけた。
- ベアトリクス（1360年頃 - 1395年） - プファルツ選帝侯ループレヒト1世と結婚
- マルガレーテ（1360年頃 - 1442年） - ブラウンシュヴァイク＝ゲッティンゲン公オットー1世と結婚
- ループレヒト（1365年頃 - 1394年） - パッサウ司教、パーダーボルン司教
- ゲルハルト（1435年没） - ケルンの助祭長
- アドルフ（1370年頃 - 1437年） - ベルク公、ユーリヒ公
- ヴィルヘルム2世（1382年 - 1428年） - ラーヴェンスベルク伯